# Andreas Lukse
Andreas Lukse (Vienna, 11 agosto 1987) è un calciatore austriaco, portiere del Blau-Weiß Linz.

## Carriera

### Club
Ha giocato nella prima divisione austriaca.

### Nazionale
Ha partecipato ai Mondiali Under-20 del 2007.
Lukse ottiene la prima convocazione per la prima squadra dell'Austria nell'amichevole contro la Svizzera nel novembre del 2015.

## Palmarès

### Individuale
- Miglior portiere della Erste Liga: 1

2012-2013